# Bitterämnen
Bitterämnen består av flera olika typer av kemiska substanser från växtriket som alla uppvisar bitter smak. Här hittas exempelvis alkaloiden kinin från kinaträdet (Cinchona sp.), terpenen absintin från malört (Artemisia absinthum), och iridoiderna i till exempel vattenklöver (Menyanthes trifolia) och arunsläktet (Centaurea spp.).
De flesta bitterämnen saknar specifika effekter men anses vara bra för matsmältningen och dess associerade sjukdomar, såsom aptitlöshet och gaser. Många gamla läkemedel med bitterämnen återfinns idag på sprithyllorna såsom aperitifer eller digestiver (Gammeldansk, Fernet Branca och så vidare).